# (7746) 1987 RC1
(7746) 1987 RC1 (1987 RC1, 1988 VU3) — астероїд головного поясу, відкритий 13 вересня 1987 року.
Тіссеранів параметр щодо Юпітера — 3,178.